# Uncle Howard
Uncle Howard és una pel·lícula documental del 2016 sobre el cineasta Howard Brookner dirigida per Aaron Brookner.

## Sinopsi
El director Howard Brookner va morir d'infecció pel VIH i sida a Nova York el 1989 mentre estava en postproducció de la seva innovadora pel·lícula de Hollywood. El seu treball ha estat enterrat durant 30 anys al búnquer de William S. Burroughs fins que el seu nebot Aaron Brookner va desenterrar la seva història i el record de tot el que va ser.

## Producció
La producció d' Uncle Howard va començar el 2012 quan Aaron Brookner va començar a buscar la impressió perduda de Burroughs: The Movie i els arxius més amplis de Howard Brookner. La cerca va donar la copia impresa de Burroughs: The Movie (que, després d'una campanya de Kickstarter, es va remasteritzar digitalment i posteriorment va ser reeditada per The Criterion Collection i Janus Films), a més d'una àmplia gamma d'arxius que revelen la història de la vida i treball de Howard Brookner.
El febrer de 2013, Uncle Howard (aleshores anomenat Smash The Control Machine) va ser presentat al Berlinale Talent Project Market, amb el qual es va anunciar Jim Jarmusch com a productor executiu. Aaron Brookner va continuar rodant el projecte fins al 2014, fins a la projecció especial Revival de Burroughs: The Movie al Festival de Cinema de Nova York, que va unir a molts amics i col·legues de Howard Brookner. Aaron Brookner, Jim Jarmusch, Tom DiCillo & James Grauerholz van participar en un Q&A i l'esdeveniment.

### Banda sonora
La banda sonora de la pel·lícula inclou cançons de Duke Ellington, Lotte Lenya, Vision Fortune, Lightspeed Champion, Josef Van Wissem, Mogwai, Younghusband, Grimm Grimm, The Pretenders i NEU!. La pel·lícula té com assessor Barry Hogan, fundador de l'ATP, i Frederic Schindler com a supervisor musical.

## Estrena
El 2 de desembre de 2015 es va anunciar que Uncle Howard s'estrenaria a la categoria de documentals dels Estats Units al Festival de Cinema de Sundance de 2016. També s'ha seleccionat per projectar-se a la secció Panorama del 66è Festival Internacional de Cinema de Berlín.

### Recepció crítica
Al lloc web de l'agregador de ressenyes Rotten Tomatoes, la pel·lícula té una qualificació d'aprovació del 91% basada en 22 ressenyes i una mitjana ponderada de 6,8/10. A Metacritic, la pel·lícula té una puntuació mitjana ponderada de 73 sobre 100, basada en 8 crítics, que indica "crítiques generalment favorables".